# ジャスティン・マスターソン
ジャスティン・ダニエル・マスターソン（Justin Daniel Masterson, 1985年3月22日 - ）は、ジャマイカ・キングストン出身の元プロ野球選手（投手）。右投右打。

## 経歴

### プロ入り前
マスターソンは父親がジャマイカの神学校で働いていた関係で、キングストンに生まれた。数年後にインディアナ州へ転居。その後ビーバークリークにあるビーバークリーク高等学校で捕手として野球選手のキャリアをスタートさせた。ベセル大学では先発投手として活躍し、その後転校したサンディエゴ州立大学では2005年はリリーフ、2006年は先発を務めた。

### レッドソックス時代
2006年のMLBドラフト2巡目（全体71位）でボストン・レッドソックスから指名され、プロ入り。入団後は先発からリリーフへ転向し、傘下のA-級ローウェル・スピナーズでプロとしてのキャリアをスタートさせた。この年は3勝1敗・防御率0.85という成績を残し、ベースボールアメリカのショートシーズンオールスター選手に選出された。
2007年には先発に復帰。この年は防御率は4点台だったがA級グリーンビル・ドライブ、AA級ポートランド・シードッグスで合計12勝をあげた。
2008年の開幕前にはベースボールアメリカの有望株ランキングで64位に選ばれる。開幕はマイナーで迎えたが、4月24日にジョシュ・ベケット、松坂大輔とインフルエンザによる先発投手の登板回避が相次いだ為に代役としてメジャー初昇格を果たす。その当日に先発としてメジャーデビューを果たし、6回を投げ2被安打4四球4奪三振1被本塁打1失点という内容だったが勝敗はつかなかった。しかし5月20日、本拠地フェンウェイ・パークでのカンザスシティ・ロイヤルズ戦にて6.1回を3被安打3四球1死球5奪三振1失点という投球を見せ、ついにメジャー初勝利を飾った。

### インディアンス時代
2009年7月31日にビクター・マルティネスとのトレードで、ニック・ハガダン、ブライアン・プライスと共にクリーブランド・インディアンスへ移籍した。
インディアンス移籍後はローテーションに入り、10試合に先発したが、1勝7敗・防御率4.45と大きく負け越した。
2010年は開幕からローテーションを守り、自身初の規定投球回到達を果たしたが、6勝13敗・防御率4.70とこのシーズンも大きく負け越した。
2011年は飛躍のシーズンとなった。不安定だった制球面で改善が見られ、防御率はリーグ12位の3.21を記録するなど全ての投手成績の項目でキャリアハイの数字を残し、インディアンス投手陣の柱に成長した。
2012年は昨シーズンから一転不振に陥った。ローテーションこそ守り通し、二連連続の200投球回、二桁勝利はクリアしたものの、防御率はキャリアワーストの4.93で、勝ち星(11勝)を上回る15敗を喫した。特に昨シーズンからイニング数は減ったにもかかわらず、与四死球は25も増加し、再び制球難に苦しんだシーズンだった。
2013年は一昨年の輝きを取り戻し、キャリアハイの14勝、195奪三振を記録。3完封はリーグ最多タイで、オールスターにも初選出された（出場は無し）。
2014年2月18日にインディアンスと976万2500ドルの1年契約に合意した。
このシーズンは再び不振に陥り、インディアンスでは4勝6敗、防御率5.51だった。

### カージナルス時代
2014年7月30日にジェームス・ラムゼイとのトレードで、セントルイス・カージナルスへ移籍した。
移籍後は成績がさらに悪化し、3勝3敗・防御率7.04だった。シーズン合計では7勝9敗、防御率5.88となり、4シーズンぶりに規定投球回、二桁勝利を逃した。128回2/3の投球回数ながらメジャー2位タイの15死球を与えるなどこのシーズンも制球に苦しんだ。
オフにFAとなった。

### レッドソックス復帰
2014年12月12日に古巣のレッドソックスと1年契約を結んだ。
2015年も、昨シーズンに続き調子が上がらず、8月10日にDFAとなり、19日に自由契約となった。この年も僅か59回1/3イニングの投球回数ながら、メジャー15位タイの10死球を与えた。9月に右肩の関節鏡視下手術を受けた。

### パイレーツ傘下時代
2016年4月15日にピッツバーグ・パイレーツとマイナー契約を結んだ。傘下のA+級ブレイデントン・マローダーズとAAA級インディアナポリス・インディアンスでプレーし、2球団合計で26試合（先発6試合）に登板して3勝2敗・防御率4.85・40奪三振の成績を残した。この年はメジャーでの登板は無く、オフの11月7日にFAとなった。

### ドジャース傘下時代
2017年4月4日にロサンゼルス・ドジャースとマイナー契約を結んだ。同年はAAA級で11勝を挙げたが、オフの11月6日にFAとなった。

### ドジャース退団後
2018年12月10日、現役引退を表明した。

## 投球スタイル
長身からサイドスローに近いスリークォーターで常時92～93mphのシンキング・ファストボールを投げ、ゴロアウトとフライアウトの比率は4対1と極端なグラウンドボールピッチャーである。スライダーとチェンジアップも用いる。インディアンスで共にローテーションを組んだデレク・ロウに似たタイプの投手だとされている。シンキング・ファストボールを多投する投球スタイルに加えて、コントロールの悪さもあり、2010年から6年連続で二けた死球を与えている。

## 詳細情報

### 年度別投手成績
| 年 度    | 球 団    | 登 板 | 先 発 | 完 投 | 完 封 | 無 四 球 | 勝 利 | 敗 戦 | セ 丨 ブ | ホ 丨 ル ド | 勝 率 | 打 者 | 投 球 回 | 被 安 打 | 被 本 塁 打 | 与 四 球 | 敬 遠 | 与 死 球 | 奪 三 振 | 暴 投 | ボ 丨 ク | 失 点 | 自 責 点 | 防 御 率 | W H I P |
| -------- | -------- | ----- | ----- | ----- | ----- | -------- | ----- | ----- | -------- | ----------- | ----- | ----- | -------- | -------- | ----------- | -------- | ----- | -------- | -------- | ----- | -------- | ----- | -------- | -------- | ------- |
| 2008     | BOS      | 36    | 9     | 0     | 0     | 0        | 6     | 5     | 0        | 3           | .545  | 365   | 88.1     | 68       | 10          | 40       | 3     | 8        | 68       | 1     | 0        | 31    | 31       | 3.16     | 1.22    |
| 2009     | BOS      | 31    | 6     | 0     | 0     | 0        | 3     | 3     | 0        | 6           | .500  | 312   | 72.0     | 72       | 7           | 25       | 2     | 6        | 67       | 3     | 0        | 38    | 36       | 4.50     | 1.35    |
| 2009     | CLE      | 11    | 10    | 1     | 0     | 0        | 1     | 7     | 0        | 0           | .125  | 256   | 57.1     | 56       | 5           | 35       | 1     | 2        | 52       | 2     | 0        | 35    | 29       | 4.55     | 1.59    |
| '09計    | CLE      | 42    | 16    | 1     | 0     | 0        | 4     | 10    | 0        | 6           | .286  | 568   | 129.1    | 128      | 12          | 60       | 3     | 8        | 119      | 5     | 0        | 73    | 65       | 4.52     | 1.45    |
| 2010     | CLE      | 34    | 29    | 1     | 1     | 0        | 6     | 13    | 0        | 2           | .316  | 802   | 180.0    | 197      | 14          | 73       | 4     | 11       | 140      | 12    | 0        | 107   | 94       | 4.70     | 1.50    |
| 2011     | CLE      | 34    | 33    | 1     | 0     | 0        | 12    | 10    | 0        | 0           | .545  | 908   | 216.0    | 211      | 11          | 65       | 4     | 11       | 158      | 5     | 0        | 89    | 77       | 3.21     | 1.28    |
| 2012     | CLE      | 34    | 34    | 1     | 0     | 0        | 11    | 15    | 0        | 0           | .423  | 906   | 206.1    | 212      | 18          | 88       | 1     | 13       | 159      | 14    | 0        | 122   | 113      | 4.93     | 1.45    |
| 2013     | CLE      | 32    | 29    | 3     | 3     | 0        | 14    | 10    | 0        | 0           | .583  | 803   | 193.0    | 156      | 13          | 76       | 0     | 17       | 195      | 8     | 0        | 75    | 74       | 3.45     | 1.20    |
| 2014     | CLE      | 19    | 19    | 0     | 0     | 0        | 4     | 6     | 0        | 0           | .400  | 452   | 98.0     | 106      | 6           | 56       | 2     | 11       | 93       | 9     | 0        | 66    | 60       | 5.51     | 1.65    |
| 2014     | STL      | 9     | 6     | 0     | 0     | 0        | 3     | 3     | 0        | 0           | .500  | 140   | 30.2     | 35       | 6           | 13       | 0     | 4        | 23       | 5     | 0        | 24    | 24       | 7.04     | 1.57    |
| '14計    | STL      | 28    | 25    | 0     | 0     | 0        | 7     | 9     | 0        | 0           | .438  | 592   | 128.2    | 141      | 12          | 69       | 2     | 15       | 116      | 14    | 0        | 90    | 84       | 5.88     | 1.63    |
| 2015     | BOS      | 18    | 9     | 0     | 0     | 0        | 4     | 2     | 0        | 2           | .667  | 273   | 59.1     | 68       | 7           | 27       | 0     | 10       | 49       | 7     | 1        | 38    | 37       | 5.61     | 1.60    |
| MLB：8年 | MLB：8年 | 258   | 184   | 7     | 4     | 0        | 64    | 74    | 0        | 13          | .464  | 5217  | 1201.0   | 1181     | 97          | 498      | 17    | 93       | 1004     | 66    | 1        | 625   | 575      | 4.31     | 1.40    |

- 2016年度シーズン終了時
- 各年度の太字はリーグ最高

### 獲得タイトル・表彰・記録
- MLBオールスターゲーム選出：1回（2013年）

### 背番号
- 63（2008年 - 2015年）